# Ocypode cursor
Ocypode cursor är en kräftdjursart som först beskrevs av Carl von Linné 1758.  Ocypode cursor ingår i släktet spökkrabbor, och familjen Ocypodidae. Inga underarter finns listade i Catalogue of Life.

## Bildgalleri

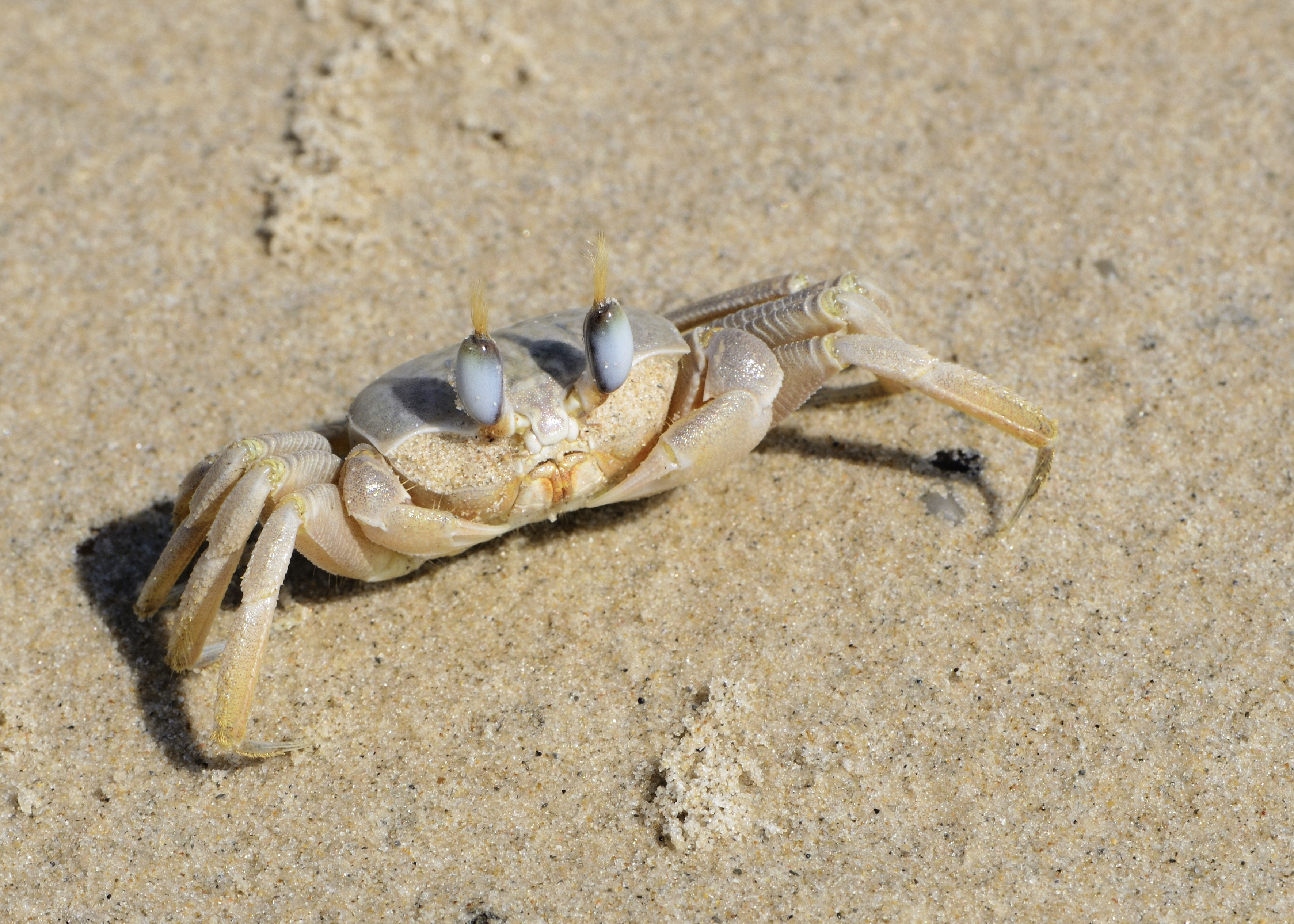